# El Angosto
El Angosto es un pequeño poblado situado en el confín septentrional del norte de Argentina, en pleno altiplano de la provincia de Jujuy.

## Características
La localidad de El Angosto se encuentra entre las ubicadas a mayor altitud de Argentina. Se ubica en las coordenadas: 21°52′35.23″S 66°11′19.72″O / -21.8764528, -66.1888111, a una altitud de 3581 m s. n. m., en el altiplánico departamento jujeño  de Santa Catalina, en la región de la Puna, y próximo al límite con Bolivia, correspondiente a la provincia de Sud Lípez del departamento de Potosí, situado al sudponiente de la república.  El cambio jurisdiccional internacional allí lo marca el lecho del río San Juan del Oro. La localidad se encuentra junto a la quebrada de un arroyo que vierte su escorrentía en el citado río, el cual pertenece a la cuenca del Plata.
Hacia el norte de El Angosto se encuentran los cerros Chaupiorco y Branqui, este último en la misma frontera con Bolivia.

## Localidad y acceso
El acceso a la localidad es dificultoso, más aún en verano austral (la temporada de lluvias), época en que los caminos pueden quedar cortados.
Se debe partir por la Ruta Provincial 5 rumbo al oeste desde Santa Catalina (de la que dista 30 km), camino a la localidad de La Ciénaga, y luego torcer hacia el norte. Se vadean arroyos y se transitan con curvas y contracurvas por caminos de cornisa de tierra roja que se encaraman sobre respetables precipicios hasta superar los 4000 m s. n. m., para luego comenzar a descender hasta llegar a El Angosto. 
Suele ser visitado además por bolivianos con sus caravanas de llamas, los que penetran a través del paso León, para evitar dar la prolongada vuelta rodeando por el norte al cerro Branqui, y así acortan camino.
En El Angosto viven alrededor de 40 familias, las que producen su propio alimento, en cultivos regados con acequias y gracias al microclima que se forma gracias a estar situado en un pequeño valle protegido. Allí se crían cabras, además de cultivarse girasol, papas andinas, maíz, etc. Posee una iglesia de culto católico romano, y la “Central Fotovoltaica El Angosto”, la cual provee de electricidad al pueblo gracias a paneles solares.

## Características de la comarca
La comarca donde se asienta El Angosto se sitúa en la faja ecológica conocida como ‘’Puna subhúmeda’’. Allí las condiciones climáticas son áridas, con precipitaciones anuales de alrededor de 400 mm, y temperaturas medias anuales de 8 °C. 
Fitogeografía
Según la clasificación de Ángel Lulio Cabrera, fitogeográficamente las áridas estepas de las montañas que rodean a El Angosto pertenecen al distrito fitogeográfico de la puna semihúmeda de la provincia fitogeográfica puneña. La vegetación dominante son los pastizales abiertos de distintas especies del género Festuca, con arbustales muy abiertos integrados por varias especies del género Parastrephia.  En las márgenes de los arroyos se desarrollan vegas compuestas por cojines de hierbas perennes (Rockhausenia pygmaea, Oxychloe andina, etc.). En los sectores de mayor altitud las comunidades se incluyen en el distrito fitogeográfico altoandino quechua de la provincia fitogeográfica altoandina. En el sector aguas abajo de la quebrada de El Angosto se hace presente el ecotono con la provincia fitogeográfica prepuneña, la cual presenta formaciones arbustivas y arbóreas bajas y dispersas y abundancia de bromelias y cactáceas, algunas de sus especies con porte arborescente.
Ecorregiones
Ecorregionalmente la localidad pertenece a la ecorregión terrestre puna de los andes centrales, en la zona de contacto con la ecorregión terrestre bosques secos montanos bolivianos, siendo una de las pocas localidades argentinas donde este ecosistema se hace presente en dicho país.